# Hausen (Mondkrater)

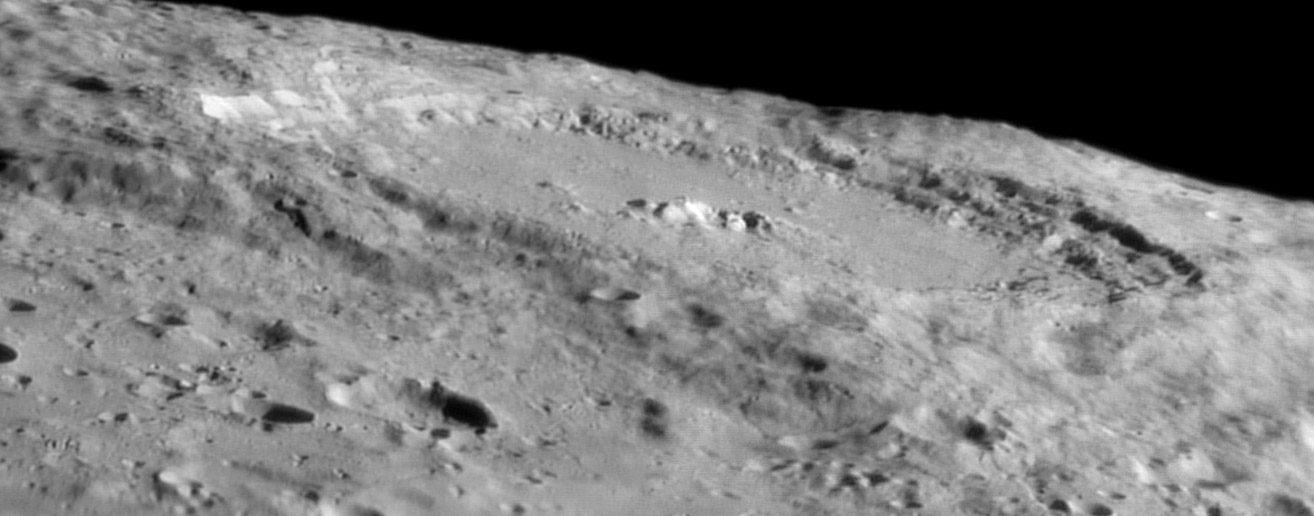
Der Hausen-Krater (Bild: Frederic Mallmann 2003)

Der Hausen-Krater ist ein großer Einschlagkrater auf dem Mond, der nach dem deutschen Astronom Christian August Hausen dem Jüngeren (1693–1743) benannt ist. Dieser Krater befindet sich am südsüdwestlichen Rand der Vollmondscheibe. Daher hängt seine Sichtbarkeit stark von der Libration ab, selbst unter günstigen Bedingungen kann man ihn von der Erde aus nur seitlich sehen.
Der Hausen-Krater liegt am westlichen Rand des Bailly-Kraters. Im Nordosten befindet sich der Pingré-Krater, nördlich schließt sich der Arrhenius-Krater an. Sein Alter wird auf 3.6 Milliarden Jahre geschätzt.
Der Kraterrand ist nahezu kreisförmig mit einer Ausbuchtung in südsüdöstlicher Richtung. Er ist nur unwesentlich erodiert und nicht von anderen Kratern überdeckt, es gibt lediglich einen kleinen Krater entlang des südwestlichen Randes. Der innere Kraterrand fällt im Norden und Süden terrassenartig und ist im Osten und Westen irregulärer.
Das Innere des Hausen-Kraters ist im Wesentlichen eben mit einigen rauen Stellen. Es gibt eine komplexe Gipfelformation, die ein wenig östlich von der Kratermitte liegt. Diese Formation verläuft in nordsüdlicher Richtung und besteht aus mehreren Gebirgsrücken, die durch Täler getrennt sind. Daran schließt sich südöstlich ein niedrigerer Gebirgszug an und südlich eine Ansammlung von Hügeln. 
Die Bezeichnungen der Nebenkrater Hausen A und Hausen B wurden aufgegeben, diese beiden Krater erhielten die Namen Chappe bzw. Pilâtre.